# (2070) Humason
(2070) Humason (1964 TQ) – planetoida z pasa głównego asteroid okrążająca Słońce w ciągu 3,38 lat w średniej odległości 2,25 au. Odkryta 14 października 1964 roku.